# Municipio de Elm (condado de Dickey)
El municipio de Elm (en inglés: Elm Township) es un municipio ubicado en el condado de Dickey en el estado estadounidense de Dakota del Norte. En el año 2010 tenía una población de 76 habitantes y una densidad poblacional de 0,81 personas por km².

## Geografía
El municipio de Elm se encuentra ubicado en las coordenadas 45°59′2″N 98°42′15″O / 45.98389, -98.70417. Según la Oficina del Censo de los Estados Unidos, el municipio tiene una superficie total de 93.6 km², de la cual 92,9 km² corresponden a tierra firme y (0,75 %) 0,7 km² es agua.

## Demografía
Según el censo de 2010, había 76 personas residiendo en el municipio de Elm. La densidad de población era de 0,81 hab./km². De los 76 habitantes, el municipio de Elm estaba compuesto por el 100 % blancos. Del total de la población el 1,32 % eran hispanos o latinos de cualquier raza.